# Мерклин, Роман Львович
Роман Львович Мерклин (29 июля [11 августа] 1909, Полоцк, Витебская губерния — 15 февраля 1971, Москва) — советский учёный-палеонтолог, специалист по стратиграфии и моллюскам кайнозоя Юга СССР..

## Биография
Родился 29 июля (11 августа) 1909 года в городе Полоцке.
С 1925 года работал в библиотеках.
С 1930 года работал коллектором в геологических партиях.
В 1932—1937 годах учился на биологическом факультете ЛГУ.
В 1935-1938 годах был антирелигиозным лектором в Ленинграде.
С 1938 года работал в Палеонтологическом институте Академии наук СССР — младший научный сотрудник, учёный секретарь (1945—1949), и. о. заведующего лабораторией (1958—1960).
Во время войны воевал в стрелковых частях на Юго-Западном, Сталинградском, 3 Украинском фронтах, был ранен.
Учёный секретарь издания «Палеонтологическое обозрение».
Также вёл преподавательскую деятельность в Московском нефтяном институте (1939-1941), МГРИ (с 1949) и МГУ.
Скончался с 14 на 15 февраля 1971 года после тяжёлой болезни. Похоронен на Востряковском кладбище.

## Семья
Сын — Лев Романович Мерклин (род. 1939) — российский океанолог, ведущий научный сотрудник лаборатории сейсмостратиграфии ИО РАН, кандидат технических наук.

## Награды и премии
- 1943 — Медаль «За отвагу» (СССР)
- 1943 — Орден Красной Звезды
- 1943 — Медаль «За оборону Сталинграда»
- 1945 — Медаль «За победу над Германией в Великой Отечественной войне 1941—1945 гг.»
- 1946 — Медаль «За взятие Будапешта»
- 1947 — Медаль «В память 800-летия Москвы»
- 1953 — Медаль «За трудовую доблесть»
- 1965 — Юбилейная медаль «Двадцать лет Победы в Великой Отечественной войне 1941—1945 гг.»
- 1968 — Юбилейная медаль «50 лет Вооружённых Сил СССР»

## Членство в организациях
- 1945 — КПСС
- 1946 — МОИП
- Всероссийское общество Знание
- Советский комитет в защиту мира.

## Публикации
Основные научные труды:
- «Пластинчатожаберные спириалисовых глин, их среда и жизнь» (1950, Тр.ПИН, Т.28).
- «Определитель двустворчатых моллюсков миоцена Туркмении и Западного Казахстана» (в соавторстве, 1955, Тр.ПИН, Т.59).
- «Атлас-определитель моллюсков четвертичных отложений Чукотского полуострова» (в соавторстве, 1962, М.: Изд-во АН СССР).
- «Определитель двустворчатых моллюсков олигоцена юга СССР» (1974, Тр.ПИН, Т.145).
- «Определитель родов двустворчатых моллюсков неогена СССР (на перфокартах)» (в соавторстве, 1974, М.: Наука).